# Гринсборо (Флорида)
Гринсборо (енгл. Greensboro) град је у америчкој савезној држави Флорида. По попису становништва из 2010. у њему је живело 602 становника.

## Демографија
Према попису становништва из 2010. у граду је живело 602 становника, што је 17 (2,7%) становника мање него 2000. године.
| Група             | 2000.       | 2010.       |
| Белци             | 178 (28,8%) | 136 (22,6%) |
| Афроамериканци    | 201 (32,5%) | 166 (27,6%) |
| Азијати           | 7 (1,1%)    | 0 (0,0%)    |
| Хиспаноамериканци | 234 (37,8%) | 297 (49,3%) |
| Укупно            | 619         | 602         |